# استغوار في تونس
الاستغوار في تونس هي نشاط رياضي برزت في أواخر السبعينات. في الوقت الحاضر، انتشرت هذه الرياضة في أنحاء البلاد جاذبة ممارسين من جميع الأعمار والفئات الاجتماعية والثقافية.

لدى تونس منصة جيولوجية تتكيف مع هذه الممارسة، وتنتشر في عدة مناطق من الأراضي التونسية (كهوف، فجوات...).

## الممارسة

### التاريخ
صدر أول تقرير حول الكهوف التونسية في العقد 1880. إدوار ألفريد مارتل والذي يعتبر مؤسس الاستغوار المعاصر، كان أول مصدر للمعلومات حول استكشافات الكهوف، بما فيها كهوف أرخبيل جالطة التونسي.

رغم هذه المعلومات، إلا أن تونس لم تشهد نشاطات استغوارية حقيقية إلا في السنوات 1920. تم استكشاف العديد من الكهوف وذلك حتى نهاية الاستعمار الفرنسي واستقلال تونس في 1956. إلا أن التقارير القليلة حول الجهات الكارستية والكهوف المكتشفة في هذه المدة ضاعت مع تدمير الأرشيف الوطني.

بين 1951 و1960، كانت توجد مجموعة استغوارية تابعة لنادي تسلق الجبال الفرنسي ناشطة في تونس. كانت نشاطاتها تتمركز أساسا في جبل زغوان، قبل أن تمتد إلى جهات باجة وتبرسق وجبل السرج. في سبتمبر 1969، قامت الجمعية الاستغوارية بأفينيون (فرنسا) بمسح طوبوغرافي لكهف المنجم في جبل السرج واكتشفت قاعة ثانية كبيرة (قاعة الحبيب بورقيبة).

بين 1976 و1979، جان جاك لوبيتو (Jean-Jacques Lopiteau) وهو عالم جغرافيا فرنسي من الجمعية الاستغوارية بلو هافر ومقيم في تونس، قاد بالعديد من حملات التنقيب المنفردة ب17 مرتفعا جبليا في البلاد. كان منشوره La Tunisie spéléologique (تونس الاستغوارية) أول توليف استغواري في البلاد.

شهدت تونس في نهاية السنوات 1970 ولادة أول النوادي الاستغوارية التونسية، وهما نادي الاستغوار لدار الشباب ببنزرت ونادي الاستغوار لدار الشباب بزغوان.

في أواخر السنوات 1970 أسست أولى نوادي الاستغوار بتونس. أسس نادي الاستغوار ببنزرت سنة 1977 وكان ضمن دار الثقافة ببنزرت بدعم من كريستيان سيرتان ولطفي غطاس، قبل أن يظم إلى نادي جمعية شباب العلوم بتونس في بنزرت. عرفت رياضة الاستغوار في تونس انتشارا كبيرا بعد ذلك اثر اكتشاف عدة كهوف جديدة في جهة جومين في ولاية بنزرت. كان هذا النادي حاضرا في المؤتمر الدولي الثامن للاستغوار المنظم من قبل الاتحاد الدولي للاستغوار في بولينغ غرين (الولايات المتحدة) في 1981.

في سنة 1983، نظم نادي الاستغوار ببنزرت تربص تكويني بدعم من الاتحاد الفرنسي للاستغوار، حيث شهد لأول مرة مشاركة أعضاء دور شباب من بقية الولايات التونسية، خاصة كمال القماطي، مؤسس نادي الاستغوار بزغوان. مكّن هذا التربص من إثراء المعرفة بهذا المجال الرياضي لدى المشاركين فيه، خاصة عبر المواد المادية التي قدمها الاتحاد الفرنسي.

في حوالي سنة 1986، توقفت كل النشاطات الاستغوارية بالبلاد بعد إغلاق مقر نادي الاستغوار ببنزرت وضياع أرشيفه ومواده. في 1988، قام عضو شاب في النادي بدعم من ثمانية من أصدقائه، وهو محسن خمار بإعادة إنعاش نشاطات النادي في بنزرت ونشر هذه الرياضة في البلاد. بفضلهم تم استرجاع جزء من مواد النادي السابق المفقودة، وتم تكوين نادي جديد في دار الثقافة ببنزرت، واستطاعو تكوين جيل جديد من المستغورين. في 1994، انتقل محسن خمار إلى زغوان للمساهمة في تطوير هذا النشاط في هذه الجهة وتكوين عدة مشاركين جدد، وخاصة محمد قاسم الذي أصبح ممثل تونس لدى الاتحاد الدولي للاستغوار وكذلك محمد خمسي الذي أصبح رئيس نادي الاستغوار بزغوان. أما النادي في بنزرت فأصبح رئيسه عادل الحشاني، وأطلق نادي جديد في كلية العلوم ببنزرت في 2000، الشيء الذي يعتبر ولادة الاستغوار العلمي التونسي.

بين 1998 و2000، تم تنظيم عدة رحلات استكشافية في جبل زغوان وجبل السرج رفقة نادي استغوار بلجيكي (Speleo Hades)، الشيء الذي مكّن من استكشاف 25 كهف جديد وتحطيم رقم قياسي في أعمق كهف في تونس بعمق 269 متر.

انتشر هذه الرياضة أكثر في السنوات الموالية، حيث أنشأ نادي في دار الشباب بالماتلين في 2002، ثم آخر في مركز تكوين حومة السوق في جزيرة جربة في 2003. في 2005، قام توفيق الحشاني وهو نائب ممثل تونس في الاتحاد الدولي للاستغوار بتأسيس نادي في دار الثقافة بوادي الليل.
النشاط الاستغواري لم يقف هنا، حيث أطلق خمار فكرة تنظيم مؤتمر علمي دولي بالتشارك بين نوادي الاستغوار ببنزرت وبكلية العلوم بتونس في مارس 2009، وكان أول مؤتمر علمي للاستغوار منظم في تونس.

في 2011، أخرج حسان عمري فيلمًا وثائقيًا ا يحمل عنوان المينة (Mina) يركز على كهف المنجم (Grotte de la Mine) في جبل السرج. في 2012، تم تنظيم تربص دولي للإنقاذ الكهفي والاستغواري في زغوان.

### النوادي
| - نادي الاستغوار ببنزرت، تأسس سنة 1977 من قبل لطفي غطاس. - نادي الاستغوار لدار الشباب بزغوان، تأسس سنة 1978 من قبل كمال قماطي. - نادي الاستغوار لكلية العلوم ببنزرت، تأسس سنة 2000 من قبل محمد وكاد. - نادي الاستغوار بالماتلين، تأسس سنة 2002. - جمعية التنزه والبيئة بزغوان، تأسست سنة 2003 من قبل محمد التويري. - نادي الاستغوار بجربة، تأسس سنة 2003 من قبل وحيدة بالحاج. - نادي الاستغوار بوادي الليل، تأسس سنة 2005 من قبل توفيق الحشاني. - نادي الاستغوار للكشافة البحرية ببنزرت. - جمعية الرياضة للجميع بزغوان، بفرعها للاستغوار الذي تأسس سنة 2009 من قبل شاكر طيب. - نادي البيئة والاستغوار بصفاقس، تأسس سنة 2009 من قبل عبد الرحمان شكشوك. - نادي الاستغوار بكلية العلوم بتونس، تأسس سنة 2009 من قبل مريم بن خديم. - نادي الاستغوار بالمنزه السادس، تأسس سنة 2010 من قبل محسن خمار. - نادي البحوث البيئية والاستغوار بسليانة، تأسس سنة 2010 من قبل مختار الزريبي. | - جمعية الاستغوار بسليانة، تأسست سنة 2011 من قبل مختار الزريبي. - جمعية الاستغوار بزغوان، تأسست سنة 2011 من قبل محمد الخمسي. - جمعية الاستغوار ببنزرت، تأسست سنة 2011. - جمعية الاستغوار بتونس، تأسست سنة 2012 من قبل محسن خمار وزياد النويري. - مستكشفي نادي الاستغوار برادس، جمعية تأسست سنة 2012 من قبل أنور بن يونس. - صفاقس لرياضات الطبيعة، جمعية تأسست سنة 2012 من قبل لجنة يترأسها زاهر كمون. - المغامرين، جمعية تجمع عدة رياضات طبيعية تأسست سنة 2012 من قبل عبد الرحمان شكشوك وحمدي حديدر. - جمعية الرياضات الجبلية والبيئة برادس، تأسست سنة 2013 من قبل لجنة يترأسها أنور بن يونس. - المغامرين بسليانة، جمعية تأسست سنة 2014 من قبل لجنة يترأسها فاخر الهمامي. - جمعية تنمية السياحة الثقافية والبيئية بتستور، تأسست سنة 2016 من قبل محمد السبتي. |

## المواقع

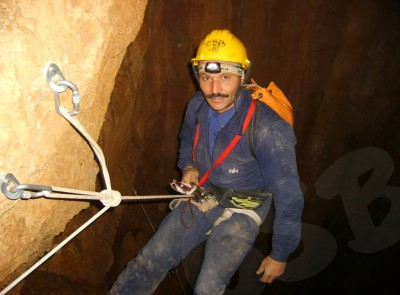
مستغور في كهف المنجم (المينة).

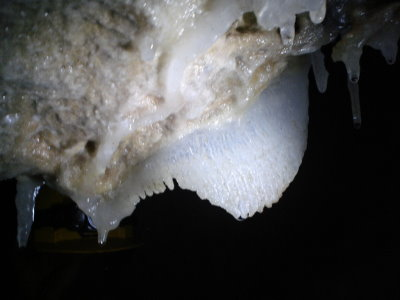
كهف نفزة.

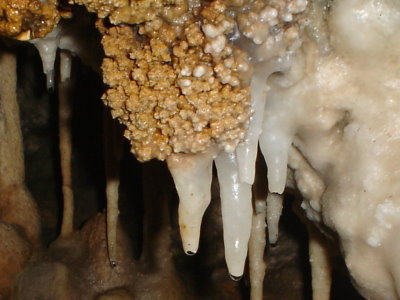
نوازل في كهف نفزة.

### كهوف جبل السرج

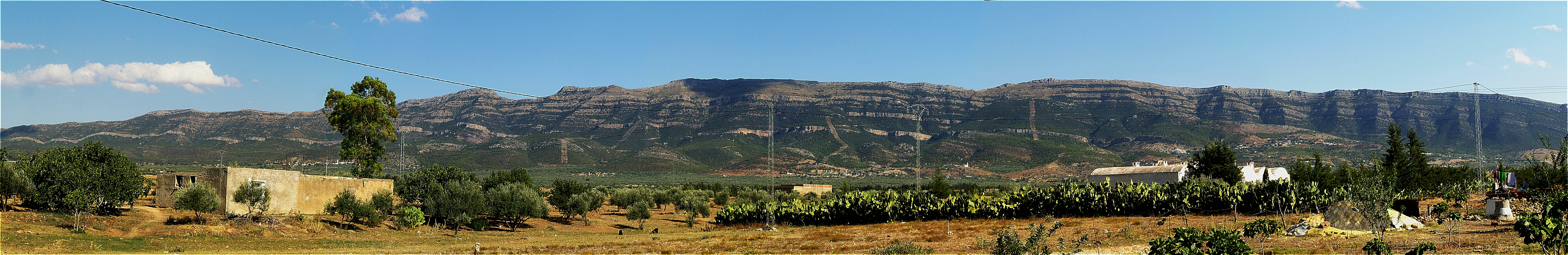
بانوراما للمنحدر الشمالي لجبل السرج.

يعتبر كل من جبل السرج وجبل برقو من أهم مناطق الاستغوار في تونس، حيث ينتميان لسلسلة جبال الظهير التونسي. يبلغ طولهما 357 1 متر و268 1 متر على التوالي. الأول يتكون من تلتين متوازيتين يفصل بينهما صدع عميق. يتكون الهيكل الجبلي بأكمله من أراضي من العصر الأبتي، حيث أن الحجر الجيري في القمة يتشكل أساسا من التفجرات الأرضية. جوانب الجبل بارزة جدا، مكونة بذلك طيات مجوّفة. يلاحظ كذلك وجود عدة فوالق متعامدة.

يعتبر هذا الموقع مهما علي المستوى البيئي والأثري، حيث نجد فيه تنوع إيكولوجي كبير، وأيضا بقايا آثار رومانية مثل جسر سيدي عمارة.

نجد فيه عدد كبير من الكهوف، أهمها كهف المنجم أو المينة (Mine) وكهف عين الذهب.
كهف المنجم (المينة)
كهف عين الذهب
كهف الحفريات الذهبية